# Томас Гардвік

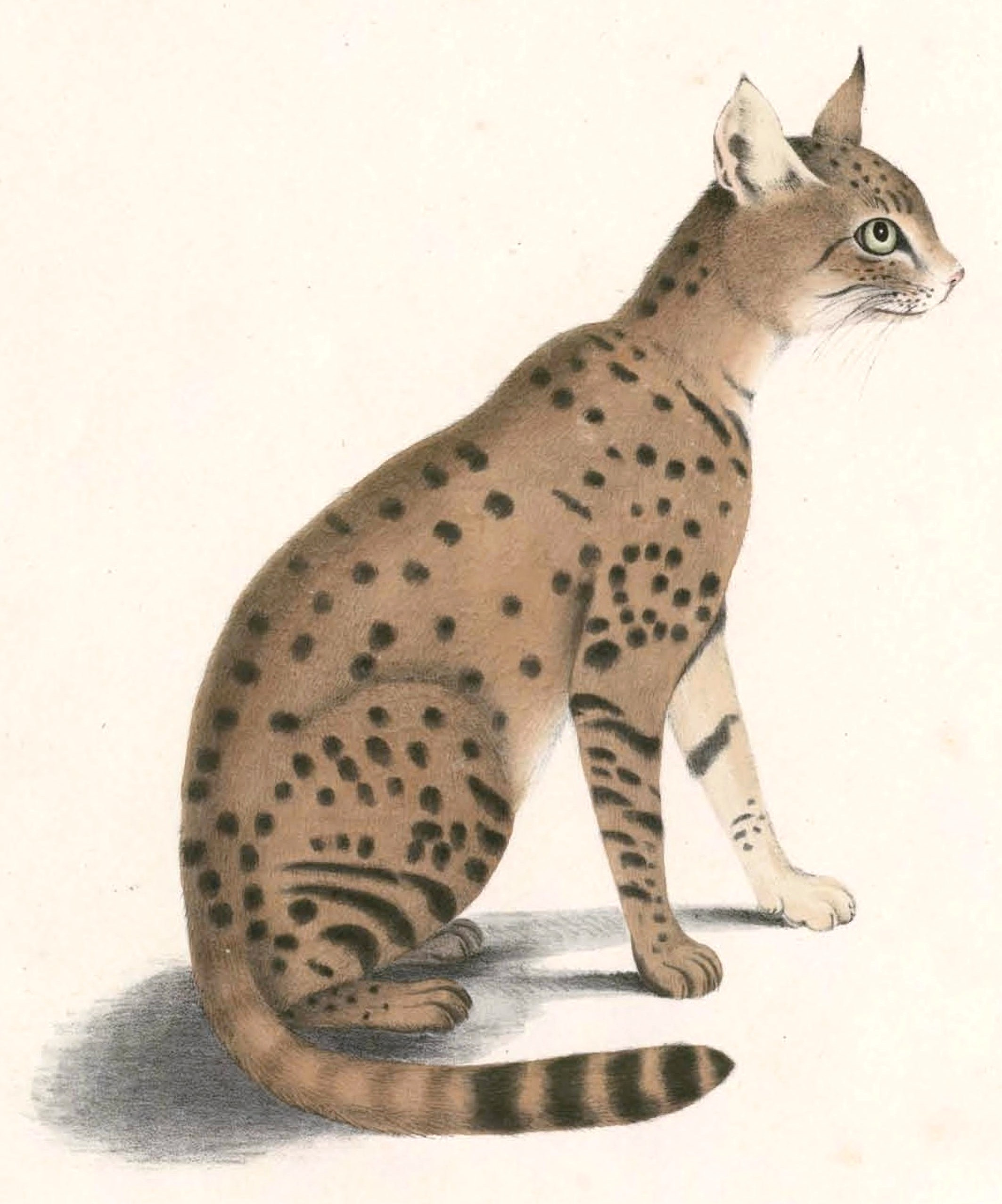
Felis silvestris ornata — малюнок Томаса Гардвіка

Томас Гардвік (англ. Thomas Hardwicke) (1755 — 3 травня 1835) — англійський військовий і натураліст.

## Біографія
У віці 22 років брав участь у Британській Ост-Індської компанії і працював у Індії з 1777 по 1823 рік. Досяг звання генерал-майора в 1819 і віддалившись від служби в 1823 повернувся в Англію.
Під час своєї військової кар'єри в Індії, робить багато поїздок по субконтиненту. Починає формувати багату колекцію зоологічних зразків і натуралістичних ілюстрацій. 1813 року став членом Королівського товариства. Збірка з 4500 ілюстрацій була придбана Британським музеєм в 1835, і була пізніше переведена в Лондонський музей природної історії.

## Описані таксони

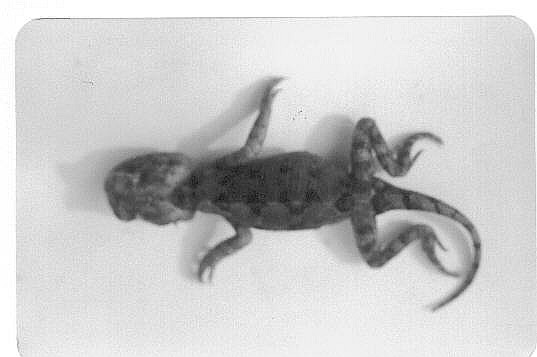
Brachysaura minor
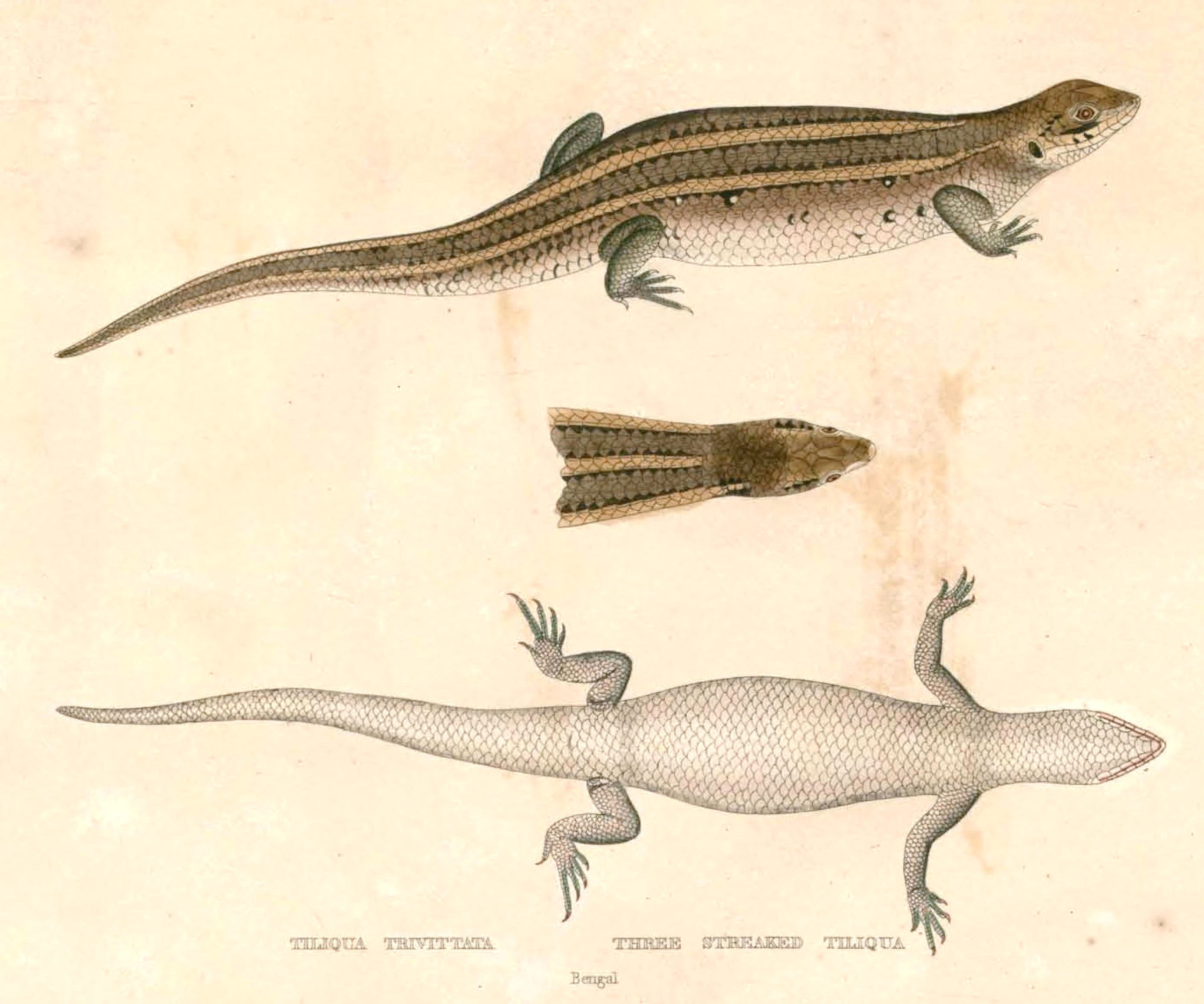
Eutropis trivittata

## Таксони, що названі на честь ученого
- Temera hardwickii (Gray, 1831)
- Solegnathus hardwickii (Gray, 1830)
- Eublepharis hardwickii (Gray, 1827)
- Chloropsis hardwickii (Jardine & Selby, 1830)
- Gallinago hardwickii (Gray, 1831)
- Kerivoula hardwickii (Horsfield, 1824)
- Rhinopoma hardwickei (Gray, 1831)